# سویتچبک (ویرجینیای غربی)
سویتچبک (به انگلیسی: Switchback) یک منطقهٔ مسکونی در ایالات متحده آمریکا است که در شهرستان مک‌داول، ویرجینیای غربی قرار دارد.